# Тихая, Здена
Здена Тихая (чеш. Zdena Tichá; род. 29 марта 1952, Прага) — чехословацкая гребчиха, выступавшая за сборную Чехословакии по академической гребле в 1970-х годах. Победительница и призёрка первенств национального значения, участница летних Олимпийских игр в Монреале.

## Биография
Здена Тихая родилась 29 марта 1952 года в Праге.
Впервые заявила о себе в академической гребле на международном уровне в сезоне 1975 года, когда вошла в состав чехословацкой национальной сборной и выступила на чемпионате мира в Ноттингеме, где в зачёте распашных безрульных двоек стала шестой.
Благодаря череде удачных выступлений удостоилась права защищать честь страны на летних Олимпийских играх 1976 года в Монреале, где впервые была представлена программа женской академической гребли. В распашных безрульных двойках вместе с напарницей Олдржишкой Пекной финишировала на предварительном квалификационном этапе третьей, затем через дополнительный отборочный заезд прошла отбор в утешительный финал В, где в конечном счёте показала третий результат. Таким образом, расположилась в итоговом протоколе соревнований на девятой строке.
После монреальской Олимпиады Тихая больше не показывала сколько-нибудь значимых результатов в академической гребле на международной арене.